# Robin Hood (1973)
Robin Hood is een Amerikaanse animatiefilm uit 1973, geproduceerd door Walt Disney Studio Entertainment. De film werd voor het eerst vertoond op 8 november 1973. 
Het is de 21ste originele animatiefilm uit de Disney-koker. Het is tevens de eerste lange Disney-tekenfilm waarbij de in 1966 overleden Walt Disney zelf op generlei wijze betrokken was. De vorige film, De Aristokatten, was ook al na Disneys dood uitgekomen, maar daarvan had hij persoonlijk nog wel het scenario goedgekeurd.
De film is gebaseerd op de legendarische verhalen rond de Engelse volksheld Robin Hood. In de film hebben antropomorfe dieren de hoofdrol, ter vervanging van de echte mensen uit de oorspronkelijke Robin Hood-verhalen.

## Verhaal
Omdat koning Richard I van Engeland op kruistocht is gegaan, heeft zijn valse, hebzuchtige broer prins Jan zonder Land de troon tijdelijk overgenomen. Prins Jan is een tiran voor het Britse volk met zijn hoge belastingen. De enige die het tegen hem op durven te nemen zijn Robin Hood en diens trouwe metgezel Kleine Jan. Ze weten Prins Jan in eerste instantie een hak te zetten door hem, vermomd als waarzegsters, te overvallen en hem een flink geldbedrag afhandig te maken.
Prins Jan vestigt zich in een kasteel bij Nottingham, waar ook Robins geliefde Lady Marian verblijft. Robin bezoekt, vermomd als blinde man, een aantal burgers die kort daarvoor zijn bezocht door de Sheriff van Nottingham en geeft hun als steun wat van het gestolen geld. Ook geeft hij Skippy, een jonge knaap, een pijl-en-boog voor diens verjaardag.
Om Robin Hood uit zijn schuilplaats te lokken, organiseert Prins Jan een boogschietwedstrijd met als hoofdprijs onder andere een kus van Marian. Robin gaat erheen in vermomming. Hij wint, maar wordt vervolgens ontmaskerd en bijna onthoofd. Hij kan ontsnappen wanneer Kleine Jan, die eveneens in vermomming aanwezig is, Prins Jan gijzelt en zo Robins vrijlating afdwingt. De sheriff bevrijdt Prins Jan, waarna een groot gevecht losbreekt. In de chaos kunnen Robin en Marian ontkomen naar Robins schuilplaats, waar ze die nacht met alle ander inwoners van Nothingham een groot feest vieren. Tijdens het feest bedenken ze zelfs een spottend lied waarin Prins Jan wordt omschreven als de slechtste koning ooit.
Dit lied heeft verregaande gevolgen. Wanneer Prins Jan erover hoort, verdrievoudigt hij de belastingen en laat iedereen die niet kan betalen in de gevangenis gooien. Ook Broeder Tuck wordt gearresteerd nadat hij met de sheriff heeft gevochten. Dit inspireert Prins Jan tot een nieuw plan: hij wil Broeder Tuck laten ophangen, in de hoop dat Robin Hood hem zal komen redden. Robin hoort van het plan, maar beseft dat het een val is. In plaats van Broeder Tuck op de dag van de ophanging te bevrijden, dringen Robin en Kleine Jan de nacht ervoor de gevangenis al binnen om zowel Broeder Tuck als de andere gevangenen te redden. Robin steelt tevens al het belastinggeld terug uit de kamer van Prins Jan.
Het plan loopt op het laatste moment toch nog mis wanneer Prins Jan wakker wordt en Robin betrapt. De dorpelingen, Broeder Tuck en Kleine Jan kunnen ontkomen, maar Robin wordt ingesloten in het kasteel. Hij kan ontkomen aan de soldaten en vlucht naar een torenkamer, waar hij echter de sheriff met een brandende fakkel treft. In een poging Robin Hood te verslaan, steekt de sheriff per ongeluk het kasteel in brand. Robin kan uit het brandende kasteel ontkomen door vanuit de toren in de gracht te springen. Prins Jan is razend dat ook dit plan is mislukt, en reageert zijn woede af op graaf Slis.
Kort na deze gebeurtenissen keert Koning Richard terug. Hij laat Prins Jan, de sheriff, en graaf Slis gevangenzetten vanwege hun verraad. Robin en Marian trouwen.

## Stemverdeling
| Acteur         | Personage                  | Dier    | LP-versie 1974     | Nederlandstalige versie (1983) |
| -------------- | -------------------------- | ------- | ------------------ | ------------------------------ |
| Brian Bedford  | Robin Hood                 | Vos     | Lex van Delden     | Arnold Gelderman               |
| Phil Harris    | Kleine Jan                 | Beer    | Jules Croiset      | Coen Flink                     |
| Monica Evans   | Jonkvrouw Marianne         | moervos | Mieke Bos          | Simone Rooskens                |
| Peter Ustinov  | Prins John                 | Leeuw   | Coen Flink         | Jules Croiset                  |
| Terry-Thomas   | Sir Hiss (Graaf slis)      | Slang   | Ger Smit           | Paul Haenen                    |
| Pat Buttram    | Sheriff van Nottingham     | Wolf    | Joop van de Marel  | Jérôme Reehuis                 |
| Andy Devine    | Broeder Tuck               | Das     | Henk van der Molen | Max Croiset                    |
| Carole Shelley | Lady Kluck                 | Hen     | Maya Bouma         | Tonny Huurdeman                |
| Roger Miller   | Hans Haan                  | Haan    | Henk van der Molen | Harrie Geelen                  |
| George Lindsey | Trigger                    | Gier    | ?                  | Wim Wama                       |
| Ken Curtis     | Nutsy                      | Gier    | Arnold Gelderman   | Arnold Gelderman               |
| Peter Ustinov  | Koning Richard Leeuwenhart | Leeuw   | ?                  | Jules Croiset                  |
| Barbara Luddy  | Moeder Konijn              | Konijn  | ?                  | Tonny Huurdeman                |

### Vertaald door
- Harrie Geelen

## Achtergrond

### Productie
Robin Hood werd geproduceerd met een kleiner budget dan de meeste andere Disneyfilms. Derhalve recycleerden de tekenaars veel beelden uit voorgaande films als basis voor de tekeningen in deze nieuwe film. Zo is de dansscène, "The Phony King of England" uit de film gebaseerd op een scène uit de allereerste lange Disney-tekenfilm, Sneeuwwitje en de zeven dwergen.
De animatie van Kleine Jan is bijna gelijk aan die van de beer Baloe uit Jungle Boek van zes jaar eerder. Tevens werd de stem van deze beide personages in het Engels gedaan door dezelfde acteur: Phil Harris. De kleding van Prins Jan is identiek aan die van de koning in leeuwengedaante uit de twee jaar daarvoor uitgebrachte film Heksen & Bezemstelen. De kleding van Robin Hood doet sterk denken aan die van Peter Pan uit Peter Pan.
Robin Hood wordt in de film neergezet als een antropomorfe vos. Dit omdat men aanvankelijk een film wilde maken gebaseerd op Van den vos Reynaerde. Disney had eerder echter al besloten dat het hoofdpersonage uit dit verhaal vanwege zijn gemene karakter ongeschikt was als protagonist. Peter Ustinov, die de stem van Prins John insprak, stond bekend om zijn karikaturale slechteriken-rollen. Hij sprak in zowel de Engels- als Duitstalige versie de stem van prins John in.
Aanvankelijk was er een alternatief einde voor de film gepland. In dit einde, waarvan een paar schetsen te zien zijn op de dvd-uitgave van de film, raakt Robin gewond bij zijn sprong van de toren. Hij wordt door Kleine Jan en Marian naar een kerk gebracht, alwaar Prins John hem probeert te doden maar net op tijd wordt gestopt door Richard.

### Nummers
- "Whistle-Stop"
- "Oo De Lally"
- "Love"
- "The Phoney King of England"
- "Not In Nottingham"

### Ontvangst
De bioscoopdistributie van de film bracht 9,5 miljoen dollar op. Op Rotten Tomatoes zijn de meningen over de film verdeeld. Onder critici scoort de film 57%, maar onder gebruikers 90%.

### Internationale premières
- Argentinië: 6 december 1973
- Brazilië: 14 april 1974
- Italië: 10 oktober 1974
- Zweden: 30 november 1974
- Spanje: 5 december 1974
- Frankrijk: 13 december 1974
- West-Duitsland: 13 december 1974
- Finland: 20 december 1974
- Denemarken: 26 december 1974
- Nederland: 11 december 1974
- Noorwegen: 26 december 1974
- Hongkong: 23 januari 1975
- Japan: 5 juli 1975

## Prijzen en nominaties
- In 1974 werd Robin Hood genomineerd voor een Academy Award in de categorie beste originele lied ("Love")
- In 1976 won de film een Golden Screen.